# Europica Varietas
Europica Varietas (« Europe variée » ou « Variété européenne ») est un récit de voyage écrit par le pasteur hongrois Márton Szepsi Csombor. Il relate un voyage effectué en Europe de 1616 à 1618.
Publié pour la première fois en 1620 dans l'actuelle ville slovaque de Košice, le livre comporte la description des pays visités (Pologne, Danemark, Pays-Bas, Angleterre, France, Allemagne, etc.), et les poèmes écrits en cours de route.
C'est le premier récit de voyage écrit en langue hongroise.